# Made of Honor
Made of Honor is een film uit 2008 onder regie van Paul Weiland.

## Verhaal
Tom (Patrick Dempsey) heeft een goed leven. Hij is rijk geworden door zijn uitvinding van de "coffee collar", heeft veel vrienden om zijn vrije tijd mee door te brengen, elke week een nieuwe vriendin en een beste vriendin, Hannah (Michelle Monaghan). Vanaf het begin is het duidelijk dat Hannah dol op hem is, en hij weet dat hij altijd op haar terug kan vallen.
Wanneer ze naar Schotland gaat, komt Tom erachter hoe erg hij haar mist. Wanneer ze na 6 weken terugkomt, blijkt dat ze verloofd is met een rijke man, Colin.
Ze is van plan om in Schotland te gaan wonen, en ze vraagt hem om haar "maid of honour" te worden. Hij stemt in, met de gedachte dat hij kan proberen haar terug te winnen.
Na een tijdje probeert hij allerlei trucs uit, zoals het serveren van varkenslongen, onder het mom van "dat je eraan gewend raakt".
Uiteindelijk realiseert Hannah dat Tom de man van haar dromen is, en ze verlaat Colin bij het altaar. Ze trouwen op een boot in New York en leven nog lang en gelukkig.

## Rolverdeling
- Patrick Dempsey - Tom
- Michelle Monaghan - Hannah
- Kevin McKidd - Colin McMurray
- Kadeem Hardison - Felix
- Chris Messina - Dennis
- Richmond Arquette - Gary
- Busy Philipps - Melissa
- Kathleen Quinlan - Joan
- Sydney Pollack - Thomas Sr.
- James Sikking - dominee Foote
- Kevin Sussman - Tiny Shorts Guy
- Beau Garrett - Gloria
- Hannah Gordon - Colins moeder
- Elisabeth Hasselbeck - zichzelf